# Jean de Dieu Kamuhanda
Jean de Dieu Kamuhanda, né le 3 mars 1953 dans la préfecture de Kigali rural, est un homme d'État rwandais qui a participé aux crimes du génocide des Tutsi au Rwanda en 1994. Il est condamné en 2004 pour génocide et crime contre l'humanité par le Tribunal pénal international pour le Rwanda.

## Biographie
Jean de Dieu Kamuhanda est originaire de la commune de Gikomero, préfecture de Kigali rural.
Fin mai 1994, il succède à Daniel Nbangura au sein du Gouvernement intérimaire rwandais et il devient ministre de l’Enseignement supérieur et de la Recherche scientifique, fonction qu'il exerce jusqu'à mi-juillet 1994. Début avril 1994, Kamuhanda se rend dans la commune de Gikomero et s'adresse à l'assistance pour l'inciter au génocide avant de distribuer des armes. Ensuite, le 12 avril, il se rend avec des gardes armés au complexe paroissial de Gikomero (église et école), où se trouvaient des réfugiés tutsis ; Kamuhanda conduit les gardes jusqu'aux réfugiés et leur ordonne de lancer le massacre des réfugiés. La chute du gouvernement a lieu mi-juillet 1994.
Kamuhanda prend la fuite en France et réside dans un foyer à Bourges, puis il est arrêté le 26 novembre 1999, avant d'être remis au TPIR à Arusha en Tanzanie,. 
Le jugement rendu en janvier 2005 le déclare coupable des crimes de génocide et d'extermination constitutive de crime contre l’humanité et le condamne à l'emprisonnement à perpétuité. Jean de Dieu Kamuhanda interjette appel et la chambre d'appel, en septembre 2005, confirme le jugement et la sentence.